# Tomosvaryella sylvaticoides
Tomosvaryella sylvaticoides är en tvåvingeart som först beskrevs av Lamb 1922.  Tomosvaryella sylvaticoides ingår i släktet Tomosvaryella och familjen ögonflugor.
Artens utbredningsområde är Seychellerna. Inga underarter finns listade i Catalogue of Life.